# 저널리즘 토크쇼 J의 에피소드 목록 (2018년)
이 문서는 KBS 1TV의 기자들의 취재와 전문가 패널의 신랄한 토크를 통해 사회 부조리와 그 안에 깔려있는 대한민국 저널리즘의 문제를 조목조목 파헤치는 비평 프로그램으로 방송했던 《저널리즘 토크쇼 J》의 2018년 에피소드 목록을  나열했다.

## 방영 목록
| 회차 | 방송일    | 제목 (원제)                                 | 시청률(%)                           | 비고                             |
| ---- | --------- | ------------------------------------------- | ----------------------------------- | -------------------------------- |
| 1회  | 6월 17일  | 한국 언론을 말하다                          | 3.1%                                | 첫 방영, 정세진 아나운서 첫 진행 |
| 2회  | 6월 24일  | 이재명 인터뷰 태도 논란                     | 4.5%                                |                                  |
| 3회  | 7월 1일   | 장자연 사건과 언론                          | 3.5%                                |                                  |
| 4회  | 7월 8일   | 장충기 문자 속 삼성과 언론                  | 3.1%                                |                                  |
| 5회  | 7월 15일  | 가짜뉴스 실태와 대책                        | 3.1%                                |                                  |
| 6회  | 7월 22일  | 선정성 논란 안희정 공판 보도                | 3.1%                                |                                  |
| 7회  | 7월 29일  | 도 넘은 노회찬 원내대표 사망 보도           | 2.7%                                |                                  |
| 8회  | 8월 5일   | 사법부, 기사 거래 의혹 논란                 | 2.2%                                |                                  |
| 9회  | 8월 12일  | 폭염 속 이어진 ‘탈원전 보도’ 논란           | 3.8%                                |                                  |
| 결방 | 8월 19일  |                                             |                                     |                                  |
| 10회 | 8월 26일  | 유튜브 저널리즘의 명과 암                   | 2.9%                                |                                  |
| 결방 | 9월 2일   |                                             |                                     |                                  |
| 11회 | 9월 9일   | 입맛 따라 달라지는 통계보도                 | 2.9%                                |                                  |
| 결방 | 9월 16일  |                                             |                                     |                                  |
| 12회 | 9월 23일  | 부동산 시장 혼란 부추기는 언론보도          | 2.4%                                |                                  |
| 13회 | 9월 30일  | JTBC는 어떻게 신뢰도 1위가 됐나             | 2.8%                                |                                  |
| 14회 | 10월 7일  | 조선일보, 그때는 맞고 지금은 틀린 통일 보도 | 3.3%                                |                                  |
| 15회 | 10월 14일 | '가짜뉴스 공장' 에스더 기도 운동            | 2.6%                                |                                  |
| 16회 | 10월 21일 | 재벌 앞에 침묵하는 언론                     | 1.9%                                |                                  |
| 17회 | 10월 28일 | 보여주기식 국정감사, 언론이 부추겼나        | 3.4%                                |                                  |
| 18회 | 11월 4일  | 언론 속 부동산 전문가는 누구인가?           | 2.7%                                |                                  |
| 19회 | 11월 11일 | '사법농단' 사태에 '물타기'하는 언론         | 2.9%                                |                                  |
| 20회 | 11월 18일 | 정보제공인가 장삿속인가? 교육 보도의 민낯   | 2.5%                                |                                  |
| 21회 | 11월 25일 | 삼성 분식회계와 언론의 세 가지 나쁜 짓      | 3.3%                                |                                  |
| 22회 | 12월 2일  | 타자수인가 기자인가? '따옴표 저널리즘'      | 3.1%                                |                                  |
| 23회 | 12월 9일  | 기자들의 질문권과 대통령의 답변 안 할 권리  | 3.1%                                |                                  |
| 24회 | 12월 16일 | 언론은 어떻게 유치원 3법을 가로막았나?      | 2.6%                                |                                  |
| 25회 | 12월 23일 | 저널리즘 영화와 영화 저널리즘               | 3.1%                                |                                  |
| 결방 | 12월 30일 | 2018 송년특집 관련 방영 관계로 결방         | 2018 송년특집 관련 방영 관계로 결방 |                                  |